# Carlo Virzì
Carlo Virzì (Livorno, 2 giugno 1972) è un musicista, regista e sceneggiatore italiano.

## Biografia
Cantante e chitarrista del gruppo rock Snaporaz, in attività dal 1997 al 2001; poi autore delle colonne sonore di molti film del fratello Paolo Virzì. Il suo primo film da regista e sceneggiatore è L'estate del mio primo bacio (2006).
Nel 2011 il Bif&st di Bari gli assegna il "premio Ennio Morricone" come miglior compositore delle musiche per il film La prima cosa bella di Paolo Virzì.
Nel 2016 il film La pazza gioia vince il Nastro d'argento alla migliore colonna sonora.
Nel 2017 è stato nella shortlist dei candidabili al premio Oscar per la miglior colonna sonora per il film Ella & John - The Leisure Seeker, sempre del fratello Paolo, con Helen Mirren e Donald Sutherland.

## Filmografia

### Regista
- L'estate del mio primo bacio (2006)
- I più grandi di tutti (2012)

### Sceneggiatore
- L'estate del mio primo bacio (2006)
- I liceali – serie TV, episodio 1x01 (2008)
- I più grandi di tutti (2011)
- Un altro ferragosto (2024)
- Cinque secondi (2025)

### Compositore
- Ovosodo, regia di Paolo Virzì (1997) – come Snaporaz
- Baci e abbracci, regia di Paolo Virzì (1999) – come Snaporaz
- My Name Is Tanino, regia di Paolo Virzì (2002)
- Caterina va in città, regia di Paolo Virzì (2003)
- L'estate del mio primo bacio, regia di Carlo Virzì (2006)
- La prima cosa bella, regia di Paolo Virzì (2010)
- I più grandi di tutti (2012)
- Il capitale umano, regia di Paolo Virzì (2014)
- Se Dio vuole, regia di Edoardo Falcone (2015)
- La pazza gioia, regia di Paolo Virzì (2016)
- Tutto quello che vuoi, regia di Francesco Bruni (2017)
- Ella & John - The Leisure Seeker (The Leisure Seeker), regia di Paolo Virzì (2017)
- Notti magiche, regia di Paolo Virzì (2018)
- La regola d’oro, regia di Alessandro Lunardelli (2020)
- Felicità, regia di Micaela Ramazzotti (2023)